# Cornwall (Prince Edward Island)
Cornwall ist eine kanadische Stadt im Queens County in der Provinz Prince Edward Island. Die Stadt liegt westlich der Provinzhauptstadt Charlottetown und dient vielen Pendlern als Schlafstadt.

## Geschichte
Die Gemeinde Cornwall führt ihre historischen Ursprünge auf eine von Europäern in den 1700er Jahren gegründete Siedlung zurück. Sie war bis zum Bau der Route 1 (die Teil des Trans-Canada Highways ist) in den frühen 1960er Jahren landwirtschaftlich geprägt. Einige Stadtteile wurden nahe diesem Abschnitt mit der Meadowbank Road errichtet. 1995 wurden die heutigen Stadtteile North River, Elliot River, East Wiltshire und York Point eingemeindet.

## Bildung
Cornwall hat drei Schulen, die dem Eastern School District zugeordnet sind.